# Journal of Climate
Le Journal of Climate est une revue scientifique publiée par l'American Meteorological Society.
Ce mensuel est spécialisé dans la recherche sur le climat, en particulier les variations atmosphériques et océanographiques naturelles ou causés par l'action humaine, la détermination des climats passés et la simulation de ceux futurs.
Comme toutes les publications de l'American Meteorological Society, les articles publiés depuis plus de cinq ans sont accessibles gratuitement en ligne.